# Jazz on a Summer's Day
Jazz on a Summer's Day es una película de concierto de 1959 ambientada en el Festival de Jazz de Newport de 1958 (que tuvo lugar  en Newport, Rhode Island del 3 al 6 de julio de 1958). La película fue dirigida por el fotógrafo comercial y de moda Bert Stern y Aram Avakian, quien también editó la película. El productor de jazz de Columbia Records, George Avakian, fue el director musical de la película.
La película mezcla imágenes del agua y la ciudad con los artistas y el público del festival. También muestra escenas de las regatas de la America's Cup de 1958. La película carece en gran medida de diálogos o narración (excepto las breves presentaciones del presentador Willis Conover).
La película cuenta con actuaciones de Jimmy Giuffre, Thelonious Monk, Sonny Stitt, Anita O'Day, Dinah Washington, Gerry Mulligan, Chuck Berry, Chico Hamilton con Eric Dolphy, Louis Armstrong con Jack Teagarden y Mahalia Jackson. También aparecen Buck Clayton, Jo Jones, Armando Peraza, y Eli's Chosen Six, el conjunto de estudiantes del Yale College que incluía al trombonista Roswell Rudd, al que se muestra conduciendo por Newport en un viejo coche descapotable, tocando Dixieland. 
Tal y como estaba previsto de antemano y se anunciaba en el programa, la última artista de la noche del sábado fue Mahalia Jackson, que cantó un programa de una hora que comenzó a medianoche, dando paso así a la mañana del domingo. La película concluyó con su interpretación de «The Lord's Prayer».
En 1999, la Biblioteca del Congreso de Estados Unidos seleccionó esta película para su conservación en el Registro Cinematográfico Nacional de ese país por ser «cultural, histórica o estéticamente significativa». La película recibió una puntuación del 100% en Rotten Tomatoes.

## Artistas participantes
- Jimmy Giuffre Three: Jimmy Giuffre, Bob Brookmeyer, Jim Hall
- Thelonious Monk Trio: Thelonious Monk, Henry Grimes, Roy Haynes
- Sonny Stitt y Sal Salvador
- Anita O'Day
- George Shearing
- Dinah Washington
- Gerry Mulligan Quartet con Art Farmer
- Big Maybelle
- Chuck Berry
- Chico Hamilton Quinteto con Eric Dolphy
- Louis Armstrong y sus All-Stars: Trummy Young, Danny Barcelona, y Jack Teagarden
- Mahalia Jackson

## Estreno y publicaciones
La película se estrenó en el Festival de Venecia de 1959. La película fue reeditada en 2009 por Charly Records y vendida con un CD de audio con la música y algunos de los comentarios en una edición 60 aniversario. En 2021, Kino Lorber lanzó una versión restaurada en 4K a partir de los mejores elementos supervivientes en Blu-ray y DVD.